# 阿尔德韦拉德埃尔特斯
阿尔德韦拉德埃尔特斯，是西班牙卡斯蒂利亚-莱昂萨拉曼卡省的一个市镇。 总面积61平方公里，总人口282人（2001年），人口密度5人/平方公里。